# Jakub Čech (hodinář)

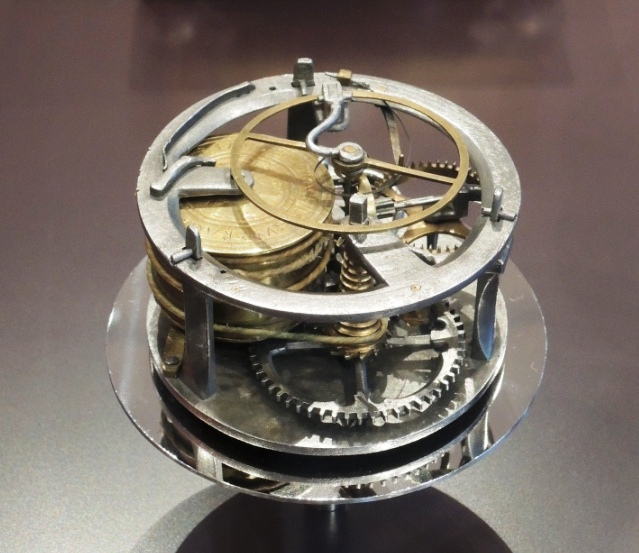
Stolní hodiny J. Czecha (1527, Drážďany, Matematicko-fyzikální salon)

Jakub Čech, též Jacob Zech, Czech a Zähen († 1540 Praha) byl český hodinář a orlojník Staroměstského orloje.

## Život
Řemeslu se naučil u Jana z Růže (mistra Hanuše, snad vlastního otce) a po něm od roku 1497 vykonával funkci orlojníka Staroměstského orloje. Rada města mu propůjčila dům U tří jezdců v Platnéřské ulici, kde žil do své smrti. Rada ho také žádala, aby vyučil Václava Zvůnka orlojníkem (učil ho od roku 1529), nicméně to se příliš nevyvedlo a orloj dlouho chátral. Hodinářskou živnost po Čechovi převzal zeť Hans Steinmeissel.

## Význam
Jakub Čech bývá často označován za vynálezce závitkového kompenzátoru. Závitkový kompenzátor hnací síly pera (česky krátce „šnek”) je zařízení sloužící k vyrovnání (kompenzaci) nerovnoměrné hnací síly pera. Nejstarší spolehlivě datované hodiny vyrobené Čechem jsou z roku 1525. Byly vyrobeny pro manželku polského krále Zikmunda I. a dnes jsou ve sbírkách Britského muzea v Londýně. Princip tohoto zařízení byl však znám již dříve, jak je patrné například ze skic Leonarda da Vinci. Nicméně Jakub Čech byl bezpochyby jeden z prvních hodinářů, kteří zkonstruovali perové hodiny se šnekem.